# 石馬駅
石馬駅（せきばえき）は、中華人民共和国浙江省杭州市西湖区留下街道里東路に位置する杭州地下鉄3号線の駅である。

## 歴史
- 2022年6月10日：開業[1]。

## 駅構造
島式ホーム1面2線を有する地下駅。駅の西側に引き上げ線1線、東側に単線スイッチバック（片渡り線）が設置されている。

### のりば
案内上ののりば番号は設定されていない。
| 路線            | 方向 | 行先                           | 備考                                                    |
| --------------- | ---- | ------------------------------ | ------------------------------------------------------- |
| ■ 3号線（支線） | -    | 降車ホーム                     |                                                         |
| ■ 3号線（支線） | 下り | 西渓湿地南・武林広場・星橋方面 | 西渓湿地南～星橋区間は3号線本線と直通運転を実施している |

（出典：石马站站内空间示意图）

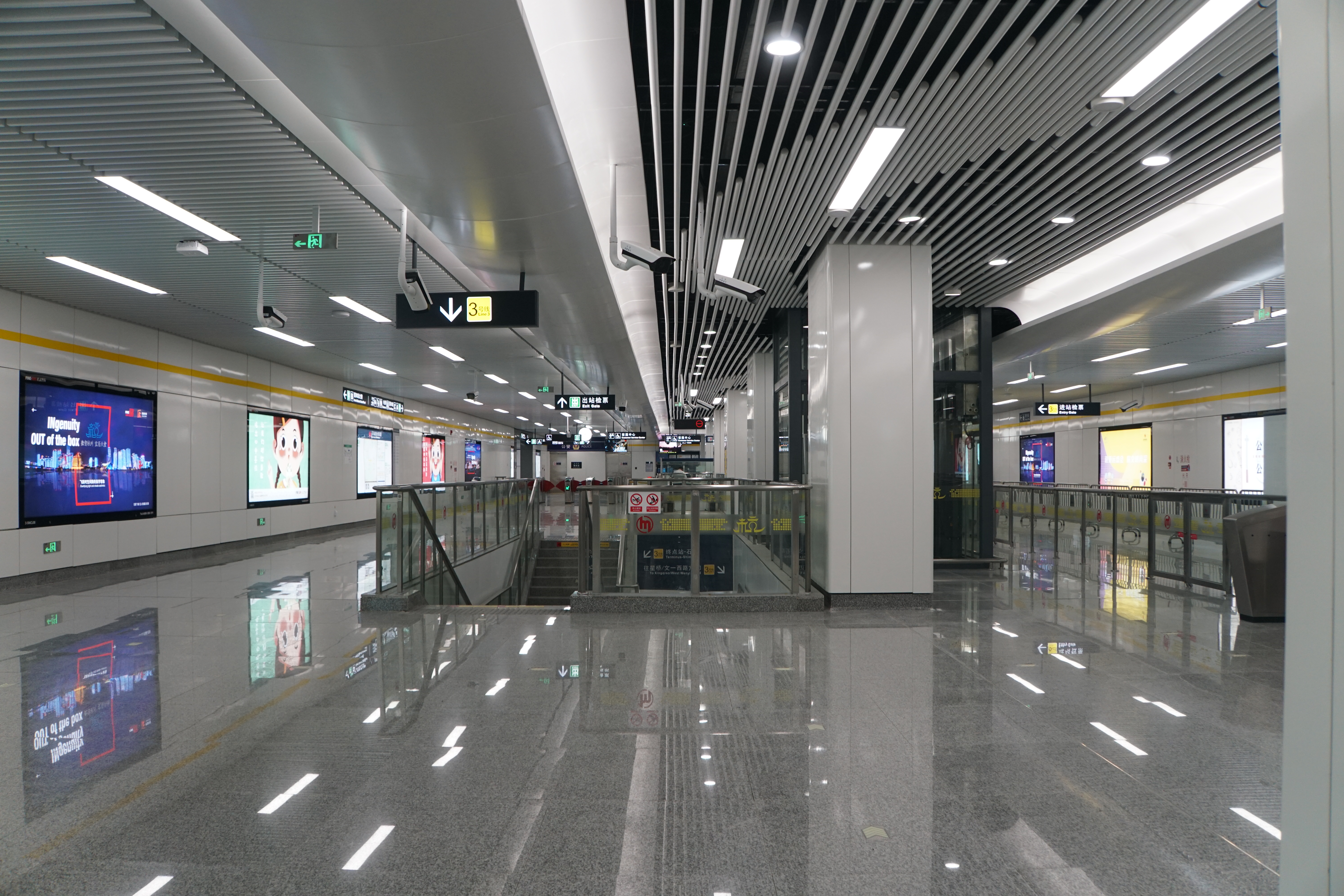
コンコース
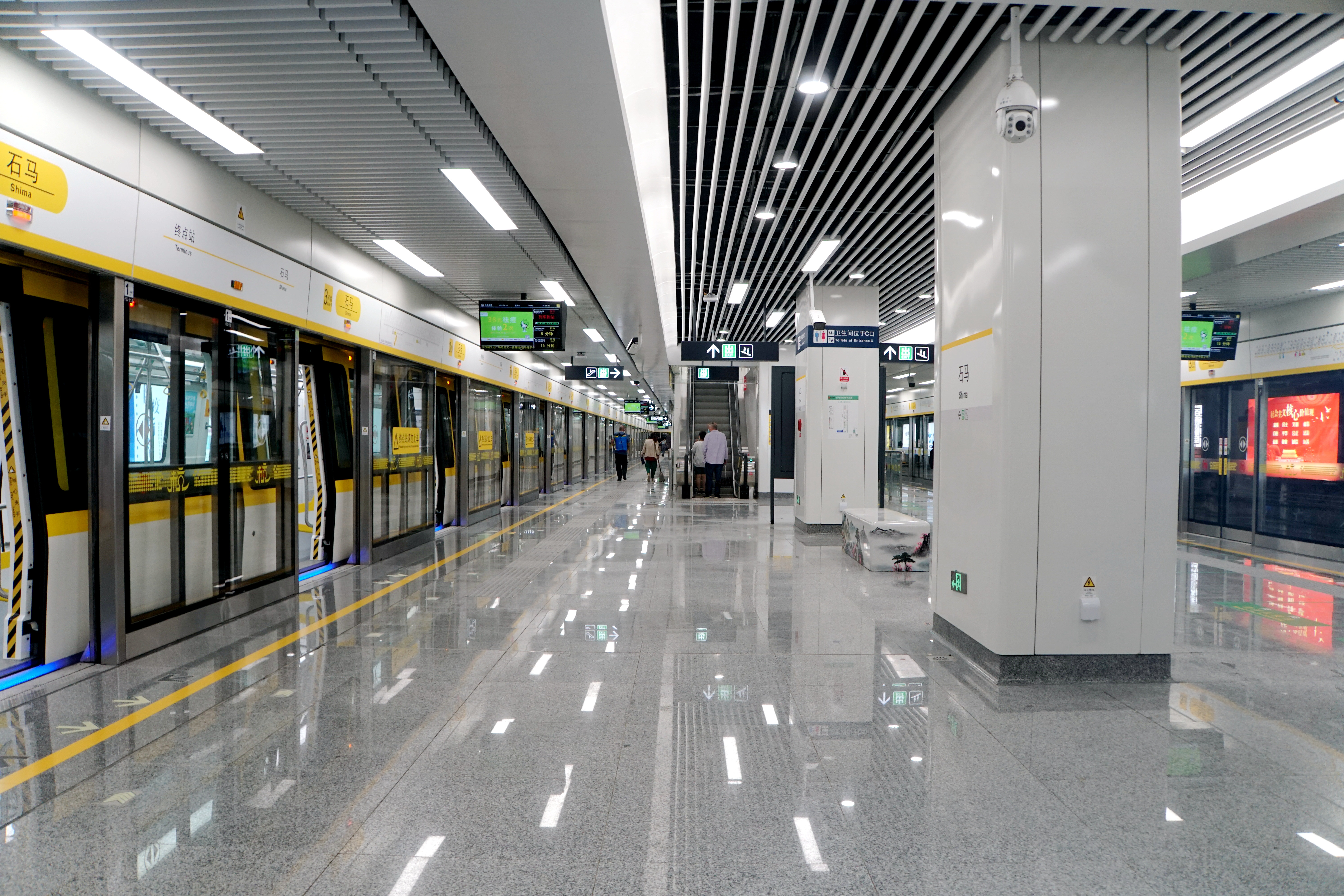
ホーム
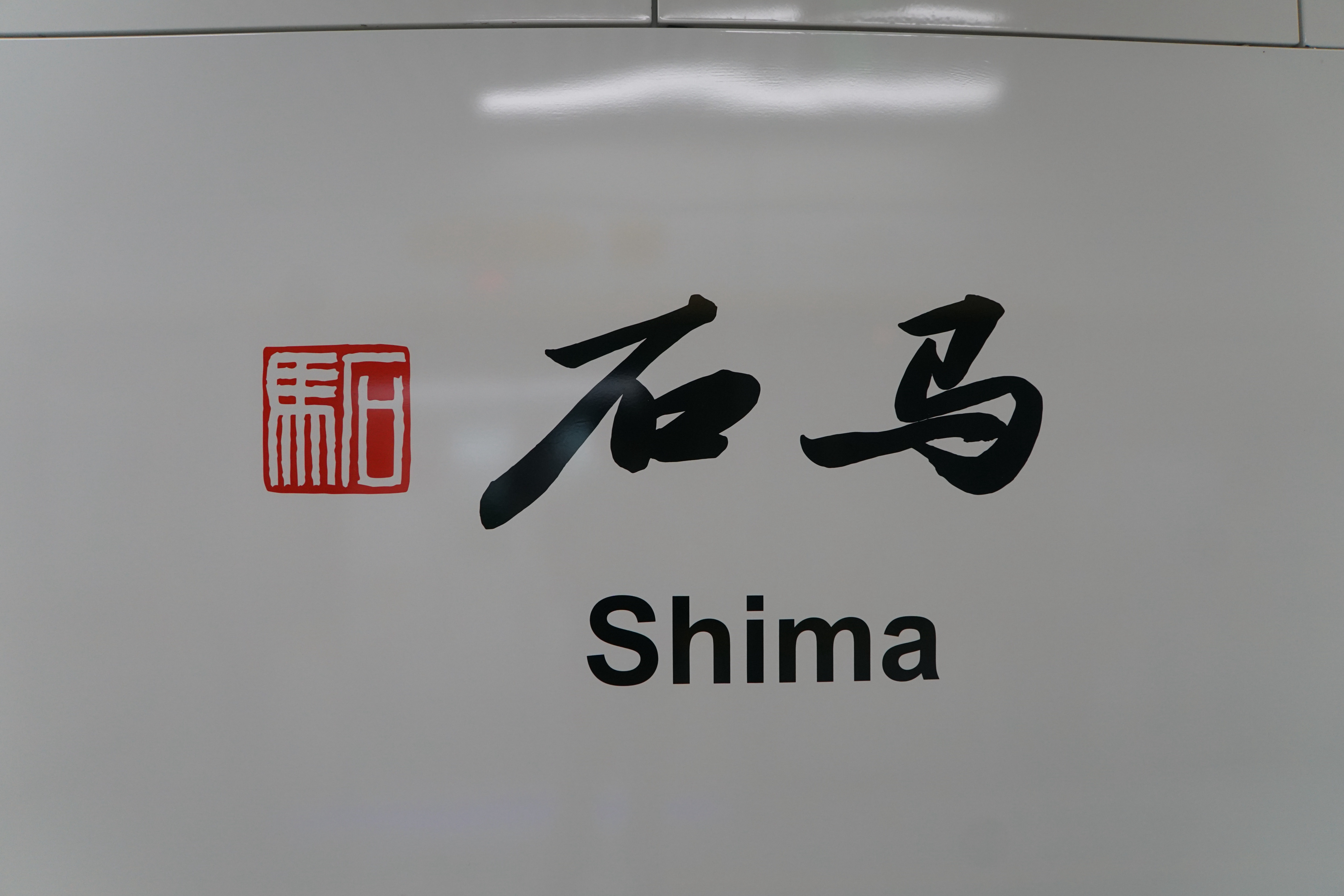
駅名

## 駅周辺
- 雲山秀水
- 杭州之江高級中学
- 浙江省障害者文化体育指導中心
- 浙江特別教育職業学院

## 隣の駅
杭州地下鉄
■ 3号線（支線）
石馬駅 - 小和山駅